# 马克思主义中国化
马克思主义中国化指将马克思主义理论与中国国情、中国文化传统和历史结合，它是中国共产党的一项政治运动，其思想根源是毛泽东于1930年5月撰写的《反对本本主义》。该词最早于1938年10月由毛泽东在中共第六届中央委员会第六次全体会议的政治报告《论新阶段》中指出。比如，毛泽东提出的“农村包围城市、武装夺取政权”是卡尔·马克思未曾提出过的一种阶级斗争方式。在1978年12月邓小平提出“改革开放”后，“马克思主义中国化”开始与中国特色社会主义倡导的“社会主义市场经济”体制以及“中国模式”相关联。很多中国大学的政治教材称，“中国共产党的历史就是马克思主义中国化的历史”。2004年，中共启动了“马克思主义理论研究和建设工程”，北京大学因而开始自2015年举办“世界马克思主义大会”，试图将中国呈现为当代马克思主义研究的中心。2021年11月， 中共十九届六中全会指出，“习近平新时代中国特色社会主义思想实现了马克思主义中国化新的飞跃”。

## 评价

### 正面评价
中国学者任意（网名“兔主席”）认为，“马克思主义中国化”经过内生发展，已经迭代发展成为一种西方完全无法理解的东西。
中国南开大学马克思主义教育学院副教授于安龙、刘文佳对遵义会议的研究发现，党的建设对马克思主义中国化起到促进作用，一是党内民主作风，二是独立自主意识，三是坚强领导集体；这三者分别促进了马克思主义中国化的重大转折，推动了马克思主义中国化的历史飞跃，奠定了马克思主义中国化的组织基础。

### 负面评价
很多西方学者批评“马克思主义中国化”造成了极少数统治阶级打着共产主义的旗号，继续压制和剥削劳动者，违背了正统马克思主义。2018年11月28日，英国《金融时报》报道，为了反对中共打压佳士事件中的学生，诺姆·乔姆斯基、约翰·罗默等30多名左派学者共同呼吁抵制中国举办的世界马克思主义大会。乔姆斯基声明称世界各地的左派学者都应该加入抵制此类大会和活动的行列；而罗默则发表声明称，相关行为暴露出中国政治领导层是“假马克思主义者”。
很多中国新兴的左翼青年认为中共的“马克思主义中国化”已经背离了真正的马克思主义，因为“改革开放”后资产阶级和官僚结合，造成贫富差距加大。